# Morgarten findet statt
Morgarten findet statt ist ein Kinodokumentarfilm aus dem Jahr 1978 des Schweizer Regisseurs Erich Langjahr zusammen mit Beni Müller. Es ist sein erster abendfüllender Film und bildet zusammen mit den Filmen «Ex Voto» (Erscheinungsjahr 1986) und «Männer im Ring» (Erscheinungsjahr 1990) eine Trilogie.

## Entstehung
Die Dreharbeiten zu diesem Film waren unter anderem eine grosse logistische Herausforderung. Vier Filmteams hielten an verschiedenen Standorten alles fest, was sich gleichzeitig im Zusammenhang mit der Morgarten-Schlachtfeier an verschiedenen Schauplätzen abspielte. Keine Szene konnte wiederholt werden, alles fand an diesem einen Novembertag statt. Dazu brauchte es auch eine grosse technische Ausrüstung. Das Filmlicht wurde zu einem grossen Teil in Zürich gemietet. Im Rückblick sagt Erich Langjahr dazu: "Es mussten gleichzeitig die grosse Festhütte auf Zuger Seite, die Restaurants Krone, Bären, Post und Adler in Sattel und die Garagen in der Schornen ausgeleuchtet werden. Wir hatten schon im Vorfeld des Ereignisses vom 15. November alle Verantwortlichen über die Dreharbeiten informiert und die Teilnehmer der Festgemeinde, der Schützenvereine und so weiter wurden gebeten, nicht in die Kamera zu schauen während des Drehens."
Auch der finanzielle Aufwand des Unternehmens war beträchtlich. Darum stellte Langjahr ein Finanzierungsgesuch an die Kulturkommissionen der Kantone Schwyz und Zug. Beide Kantone beteiligten sich an der Finanzierung des Projekts. Es war das erste Mal überhaupt, dass Schwyz und Zug ein Filmprojekt unterstützt haben.
1979 erschien im Verlag Erich Langjahr ein Quellenbuch zum Film mit dem Titel «Morgarten findet statt». Herausgegeben in den Zwölf Nächten von Beni Müller, Michael Kaldeck, Maria Schnitzer und Hartwig Thomas. Das Buch enthält u. a. Beiträge von Marcel Beck, Elisabeth Blunschy-Steiner, Walter Matthias Diggelmann, Hans Rudolf Hilty, Ceppo Keller, Hans Koch, Arnold Niederer, Vincent Philippe, Werner Röllin, Walter Schaufelberger, Hugo Schneider, Franz Ulrich, Brigitte Weisshaupt und Franz Züsli-Niscosi sowie Illustrationen von Mario Comensoli und s/w Abbildungen aus dem Film.
2015 wurde der Film zum Jubiläum «700 Jahre Morgarten» mit Hilfe von Memoriav (Verein zur Erhaltung des audiovisuellen Kulturgutes der Schweiz) digital restauriert.

## Inhalt
«Morgarten findet statt» ist eine Charakterstudie des schweizerischen Patriotismus, gedreht anlässlich der Morgarten-Jahrzeitschlachtfeier im Jahr 1977. Diese findet alljährlich am 15. November in Erinnerung an die Schlacht am Morgarten vom 15. November 1315 statt. Der Film ist ein volkskundliches Zeitdokument über eine Festwelt, an der Schützen, Bauern, Schulkinder, Zivil- und Militärbehörden und die Bevölkerung feiern. Der Film zeigt die Vielschichtigkeit mit Aspekten und Beobachtungen an diesem Anlass sowie filmische Bezüge zur Vergangenheit mit Ausschnitten aus der «Schweizer Filmwochenschau», dem Film «Die Entstehung der Eidgenossenschaft», 1924, von Emil Harder und «Landammann Stauffacher», 1942, von Leopold Lindtberg.

## Rezeption
Die Premiere des Films «Morgarten findet statt» war am 15. Dezember 1978 in Sattel (Kanton Schwyz). Eingeladen waren alle, vor allem die Mitwirkenden am Film, das hiess die Bevölkerung, welche an der Schlachtfeier teilgenommen hatte. Das führte zu einem Grossaufmarsch in der Turnhalle Sattel, so dass der Film an diesem Abend zweimal gezeigt werden musste, damit alle Interessierten Platz fanden.
Der Start im Kino erfolgte einen Tag später im Kino in Schwyz und zwei Tage später im Kino Seehof in Zug.
Der Film «Morgarten findet statt» wurde in der Innerschweiz von den Betroffenen begeistert aufgenommen. Die Leute erkannten sich im Film wieder.
Der Film wurde aber auch an den Solothurner Filmtagen und im Ausland an vielen Orten gezeigt.
Nach seiner digitalen Restaurierung schrieb Monika Dommann, Professorin für Geschichte der Neuzeit an der Universität Zürich: Aus heutiger Sicht ist es verblüffend, dass dieser Film damals von der Bevölkerung in Sattel genauso gut aufgenommen wurde wie von der Filmkritik in Zürich. Warum war 1978 möglich, was jetzt undenkbar scheint? Vielleicht, und hier kommt wieder Roland Barthes ins Spiel, weil er nicht die schematische Aussage sucht und weil es ihm nicht darum geht, die Komplexität der menschlichen Handlungen abzuschaffen, sondern sie zu ergründen, kurz: weil er keine Mythen produziert.

## Festivalvorführungen
- 14. Solothurner Filmtage, 1979
- 11. Festival International de Cinéma, Nyon 1979
- Internationale Filmfestspiele von Cannes (Ciné off) 1979
- Cinéma du Réel (Centre Georges Pompidou, Paris) 1979
- L’homme regarde l’homme, Paris 1979
- 28. Internationales Filmfestival Mannheim-Heidelberg (ad-hoc-Vorführung) 1979
- 22. Internationales Leipziger Festival für Dokumentar- und Animationsfilm (Tradeshow), 1979
- Metropolis Kino zeigt Schweizer Filme, Hamburg 1982
- 1-Topf Wels, Programmkino Wels (Hilfe die Schweizer kommen), 1986
- Universität Linz (Hilfe die Schweizer kommen), 1986